# 芝原城
芝原城（しばはらじょう）は、徳島県徳島市国府町芝原にあった日本の城。

## 歴史
築城年代は不明。徳島市北井上小学校の南方500メートルの高野山真言宗・蔵珠院及び芝原八幡神社付近に位置する。遺構はまったく残っていないが、一帯は「芝原遺跡（徳島市No.119）」という弥生時代～中世の埋蔵文化財包蔵地であるため、埋没している可能性もある。
城主は久米氏がいたことが知られており、両細川家の乱などで1520年（永正17年）をはじめ、たびたび畿内に出兵した阿波国の国衆の中に久米氏の名が見られることから、この頃すでに阿波国の有力豪族の一つであったと考えられる。その後、1553年（天文22年）の久米の乱（槍場の義戦）で落城となる。

## 久米の乱・槍場の義戦
1552年（天文21年）8月、阿波国を実質的に支配していた三好実休が阿波守護細川持隆（氏之）を殺害した。そのため、時の芝原城主・久米安芸守義広は、実休を討つために兵を挙げた。
翌22年初めに野田山城（徳島市）主・野田内蔵助、英城（徳島市）主・仁木日向守高将、佐野須賀城（徳島市）主・佐野丹後守、蔵本城（徳島市）主・小倉美濃守らとともに軍事行動を起こし、実休の妹婿の一宮成祐を攻撃するなどしたが、やがて三好実休が3,000兵を率いて進撃してきた。
義広らは槍場（徳島市国府町東黒田）でこれを迎え討ったが、多勢に無勢、実休の軍に囲まれ、そのほとんどは討死した。これを久米の乱、または槍場の義戦という。このとき、芝原城も落城した。